# Eugenia rhombea
Eugenia rhombea es una especie de planta perteneciente a la familia de las mirtáceas. 

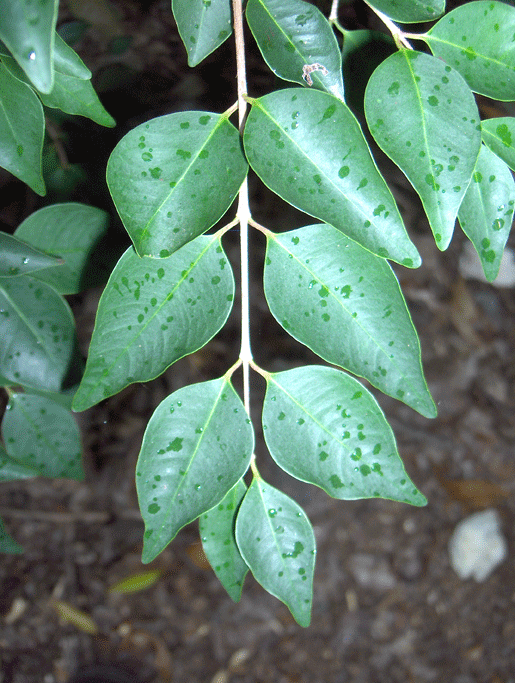
Hojas

## Descripción
Generalmente son arbustos, que alcanzan un tamaño de 3–6 m de alto; con ramitas glabras. Hojas ovadas u ovado-elípticas, 2.9–6.5 (–6.8) cm de largo y 1.3–3 (–3.5) cm de ancho, ápice cortamente acuminado o agudo, base aguda a cuneiforme, glabras. Racimos con los ejes no alargados por lo que las flores parecen producirse directamente de las axilas foliares, o en grupos umbeliformes, flores 4–6, pedicelos 6–22 mm de largo, glabros, bractéolas separadas, ciliadas y escariosas; hipanto cupuliforme, glabro; lobos del cáliz ovado-redondeados, 2.5–3.5 mm de largo, glabros. Frutos globosos u oblatos, 5–6 mm de largo.

## Distribución y hábitat
Es una especie común en bosques de galería y lugares riparios, en la zona pacífica; a una altitud de 100–500 metros; desde Estados Unidos (sur de Florida) a Nicaragua, también en las Bahamas y en las Antillas.

## Taxonomía
Eugenia rhombea fue descrita por (O.Berg) Krug & Urb. y publicado en Botanische Jahrbücher für Systematik, Pflanzengeschichte und Pflanzengeographie 19(5): 644. 1895.
Etimología
Eugenia: nombre genérico otorgado en honor del  Príncipe Eugenio de Saboya.
rhombea: epíteto latino que significa "con forma de rombo.
Sinonimia
- Eugenia fiscalensis Donn.Sm.
- Eugenia foetida var. rhombea O.Berg
- Eugenia leptopa Lundell
- Eugenia pusilana Lundell[5]